# Eduard Taaffe
Eduard Taaffe gróf (magyarosan: Taaffe Ede) (Prága, 1833. február 24. – Ellischau, Csehország, 1895. november 29.) osztrák politikus, 1863–1867 között Salzburg koronatartomány (Kronland Salzburg) császári-királyi tartományi elnöke (k.k. Landespräsident), 1868. szeptember 24. – 1870. január 15. között az Osztrák Császárság „Lajtán inneni” felének, Ciszlajtániának miniszterelnöke, majd a Kiegyezés után, 1879. augusztus 12. – 1893. november 11. között az Osztrák–Magyar Monarchián belül a Birodalmi Tanácsban képviselt királyságok és tartományok, röviden Ausztria miniszterelnöke.

## Származása
Írországból Ausztriába bevándorolt nemesi család sarja. A család ősei ír főnökök és 1628 óta Ballymote és Corren bárói rangra emelt urai voltak. 1758-ban Morvaország rendjei honfiusították a Taaffe-családot, 1819-ben a karintiai rendek Magyarországon 1829. február 8-án nyerte el a honosítást. A család tagjai közül nevezetes: Lajos Patrick gróf (Lord Viscount of Corren and Ballymote), a legfelsőbb törvényszék első elnöke és (1848) osztrák miniszter, született 1791-ben, meghalt 1855. december 21-én. Nejétől, Bretzenheim de Regecz Amáliától született gyermekei: Amália grófnő és Ede gróf.

## Családja
1860. február 15-én Sopronban feleségül vette körösszegi és adorjáni Csáky Irma grófnőt (1838–1912). Hat gyermekük született, közülük hárman érték meg a felnőttkort:
- Ludwig (1861–1862), kisgyermekként meghalt.
- Maria Amalia grófnő (1866–1928), aki 1889-ben gróf Max von Coudenhove államjogász–politikushoz (1865–1928) ment feleségül.
- Louise (*/†1868), kisgyermekként meghalt.
- Helene (1870–19?), aki 1889-ben Bécsben Richard von Mattencloit báróhoz (1862–?), majd 1904-ben Budapesten Demkő Gyulához ment feleségül.
- Heinrich (1872–1928), aki 1865-ben apja jogán örökölte a birodalmi grófi (Reichsgraf) rangot. 1897. május 22-én Bécsben Magda Fuchs-ot, majd 1919-ben a csehországi Ellischauban Aglaë Isescu-t vette feleségül.
- Clementine (1875–1887), fiatalon meghalt.

## Életpályája
Gyermekkori játszótársa volt Ferenc József főhercegnek (a későbbi I. Ferenc Józsefnek), aki mindvégig nagy bizalommal viseltetett Taaffe iránt. 1852-ben lépett állami szolgálatba, gyorsan emelkedni kezdett a ranglétrán. 1853. december 2-án a Helytartótanácshoz nevezték ki fogalmazónak, 1854. szeptember 21-én vármegyei biztos lett. 1857. augusztus 19-én helytartótanácsosi titkár lett Sopronban, 1859-ben újra Budára került a fent említett kormányszervhez. 1861. március 11-én Prágába helyezték át a cseh helytartó mellé.
1863-ban Salzburg, 1867-ben pedig Felső-Ausztria koronatartomány főnöke lett. 1867. március 3-án ideiglenesen belügyminiszterré nevezték ki Belcredi helyébe. 1867 elején pedig a cseh nagybirtokosok kúriája a birodalmi gyűlésbe választotta. Részt vett a magyar kiegyezést létrehozó tárgyalásokon és 1867. december 30-án a honvédelmi tárcát kapta meg az Karl von Auersperg kabinetjében, a Monarchia osztrák felének Ciszlajtániának második kormányában, amelyet a kortársak „Polgárminisztériumnak” gúnyoltak. Karl von Auersperg visszalépése után, 1868. szeptember 24-én a császár Taaffét Ausztria miniszterelnökévé nevezte ki, ebben a tisztségében 1870. január 15-ig vezette a kormányt. A kabinetben támadt viszály folytán két társával együtt 1870. január 15-én beadta lemondását. Három hónap múlva azonban ismét miniszteri megbízást, a belügyminiszteri tárcát kapta meg (április 12.). A minisztériumot 1871. február 4-ig vezette, ugyanezen a napon lemondott, május 8-án pedig Tirol helytartója lett.
Az alkotmánypárt bomlása miatt császár rábízta előbb a belügyi tárcát, 1879. augusztus 12-én pedig, az Adolf von Auersperg-féle kabinet lemondása után pedig Ausztria miniszterelnökségét. Ebben a pozícióban 14 évig irányította Ausztria belpolitikáját. Ezen időszak alatt inkább a császár, mintsem a parlamentáris többség akaratát teljesítette, mely utóbbi őt több fontos alkalommal cserben hagyta. Fő célja, a nemzetiségek kibékítése kudarcba fulladt, a pártok gyűlölködése egyre fokozódott. A cseh, lengyel és német klerikálisokból toborzott többségnek esetről-esetre az állam egységének rovására fontos engedményekkel kellett kedveskednie, az államfenntartó német alkotmányhű pártot pedig az ellenzék padjaira szorította. Minden ügyessége dacára mégis elérkezett az a pillanat, amikor a többség (a vasgyűrű) követeléseit nem bírta többé kielégíteni, a radikális elemek (ifjú csehek, német nemzetiségi párt) elhatalmasodását nem tudta megakadályozni. Amikor már nem volt amivel a dédelgetett többség jóindulatát biztosíthatta volna magának és amikor ő maga is kezdte belátni, hogy az addigi „babrálással” (saját szavaival: Fortwursteln) nem jut célhoz: váratlan fordulattal egy kártyára tett fel mindent és benyújtotta az új, meglehetősen radikális választási törvény tervezetét. Ez a veszedelmes reform azonban egy pártnak sem kellett, sőt mindnyájan tartottak tőle. Ekkor valamennyi nagy párt összefogott egymással, és a Taaffe-kormányt – Ausztria addigi történetében páratlan módon – megbuktatták.
I. Ferenc József császár 1893. november 11-én elfogadta Taaffe lemondását. Új osztrák miniszterelnöké Alfred zu Windisch-Grätz herceget (1851–1927) nevezte ki. Egyúttal Taaffét kinevezte az osztrák főrendiház, az Urak Háza (Herrenhaus) tagjává, itt azonban már igen keveset szerepelt. Saját csehországi kastélyában hunyt el 1895-ben.